# Xaver Rathgeb
Xaver Rathgeb (* 5. Februar 1822 in Weiler (Rainau); † 13. Juli 1907 in Dalkingen) war ein württembergischer Schultheiß und Landtagsabgeordneter.

## Leben und Werk
Rathgeb besuchte die Volksschule und war anschließend Ökonom und Hufschmied in Weiler im Oberamt Ellwangen. 1853 wurde er Schultheiß, Ratschreiber, Acciser und Ökonom in Dalkingen im Oberamt Ellwangen.
1892 wurde er in den württembergischen Landtag gewählt, dem er bis 1900 angehörte. Aus Altersgründen kandidierte er nicht mehr. Rathgeb war Mitglied des Zentrums.